# Festungswachtkorps

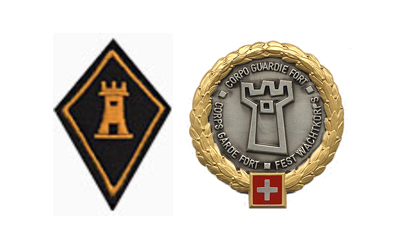
Kragenspiegel und Béretabzeichen

Das Festungswachtkorps (FWK, französisch corps des gardes-fortifications, italienisch corpo della guardia delle fortificazioni, rätoromanisch corp da guardiafortezzas) war eine Berufsformation der Schweizer Armee.

## Geschichte
Das Korps wurde am 1. April 1942 während des Zweiten Weltkriegs gegründet. Neben dem Überwachungsgeschwader der Flugwaffe war das FWK die einzige Formation, die nicht aus Milizsoldaten bestand.
Die Aufgabe des FWK waren der Unterhalt und die Sicherheit der Kampf- und Führungsinfrastruktur (Festungen, Bunker, Munitionsmagazine, Hindernisse, Sprengobjekte, geschützte Führungsanlagen), vor allem vor dem Einrücken der Truppe. Während der Armee 61 versahen schweizweit zwischen 5000 und 6000 Festungswächter ihren Dienst.
Später zählten Bewachungsaufgaben vor ausländischen Konsulaten oder auch die Unterstützung von Minenräumungen im Ausland zu den Aufgaben, zu welchen Festungswächter beigezogen wurden. Zudem wurden Festungswächter zur Verstärkung des Grenzwachtkorps eingesetzt. Die Angehörigen des Korps trugen schwarze Bérets.
Das Korps wurde 2003 aufgelöst und die Angehörigen in Berufsformationen der Militärischen Sicherheit überführt, weshalb grau die Farbe der Mil Sich ist.

## Museen der Festungswächter
Damit die Bedeutung des Festungswachtkorps nicht in Vergessenheit gerät, hat der Verein IG Bödeli-Werke im ehemaligen Kommandoposten Goldey in Unterseen 2017 ein kleines Museum eingerichtet.
2018 wurde in der Festung Naters ein spezieller Themenraum den Festungswächtern gewidmet.